# جیلی ام‌کی
جیلی ام‌کی یک خودرو با بدنه‌های سدان و هاچ‌بک در کلاس کامپکت کوچک است که توسط خودروساز چینی جیلی تولید شده‌است.

## بررسی
چندین نسخه در میان برندهای فرعی سابق جیلی به شکل متفاوتی انجام شد و برندسازی شد. جیلی جینگانگ تا سال ۲۰۲۰ هنوز برای خرید در دسترس بود و قیمت آن در آن زمان از ۴۵٬۹۰۰ یوان تا ۶۲٬۹۰۰ یوان (۶۴۹۰ تا ۸۸۹۰ دلار - نرخ ارز آوریل ۲۰۲۰) متغیر بود.

## طراحی
سدان کامپکت کوچک جیلی ام‌کی به دلیل شباهت به نسل اول تویوتا ویوس به خصوص در نمای جانبی مورد انتقاد قرار گرفت زیرا کلیات آن اساساً همان سدان کامپکت کوچک تویوتا است و با وجود طراحی مجدد جلو و عقب و همچنین داشتن نسخه هاچ‌بک، این واقعیت را پنهان نمی‌کند که در طول توسعه مدل سدان جیلی ام‌کی، مهندسی معکوس با استفاده از تویوتا ویوس صورت گرفته‌است. ام‌کی همچنین از جلو و عقب شبیه به اوپل آسترا اچ است.

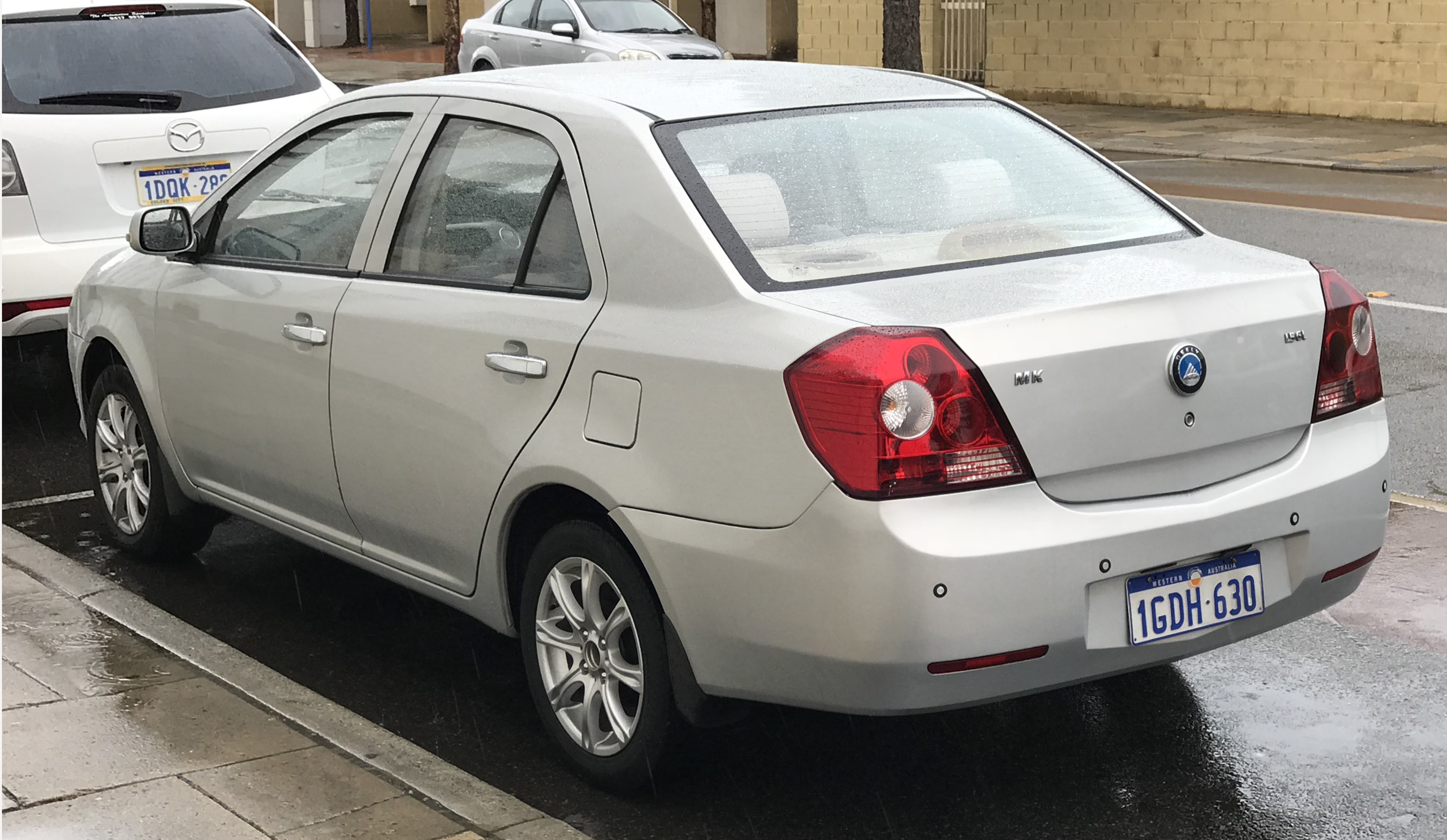
جیلی جینگانگ (ام‌کی) سدان
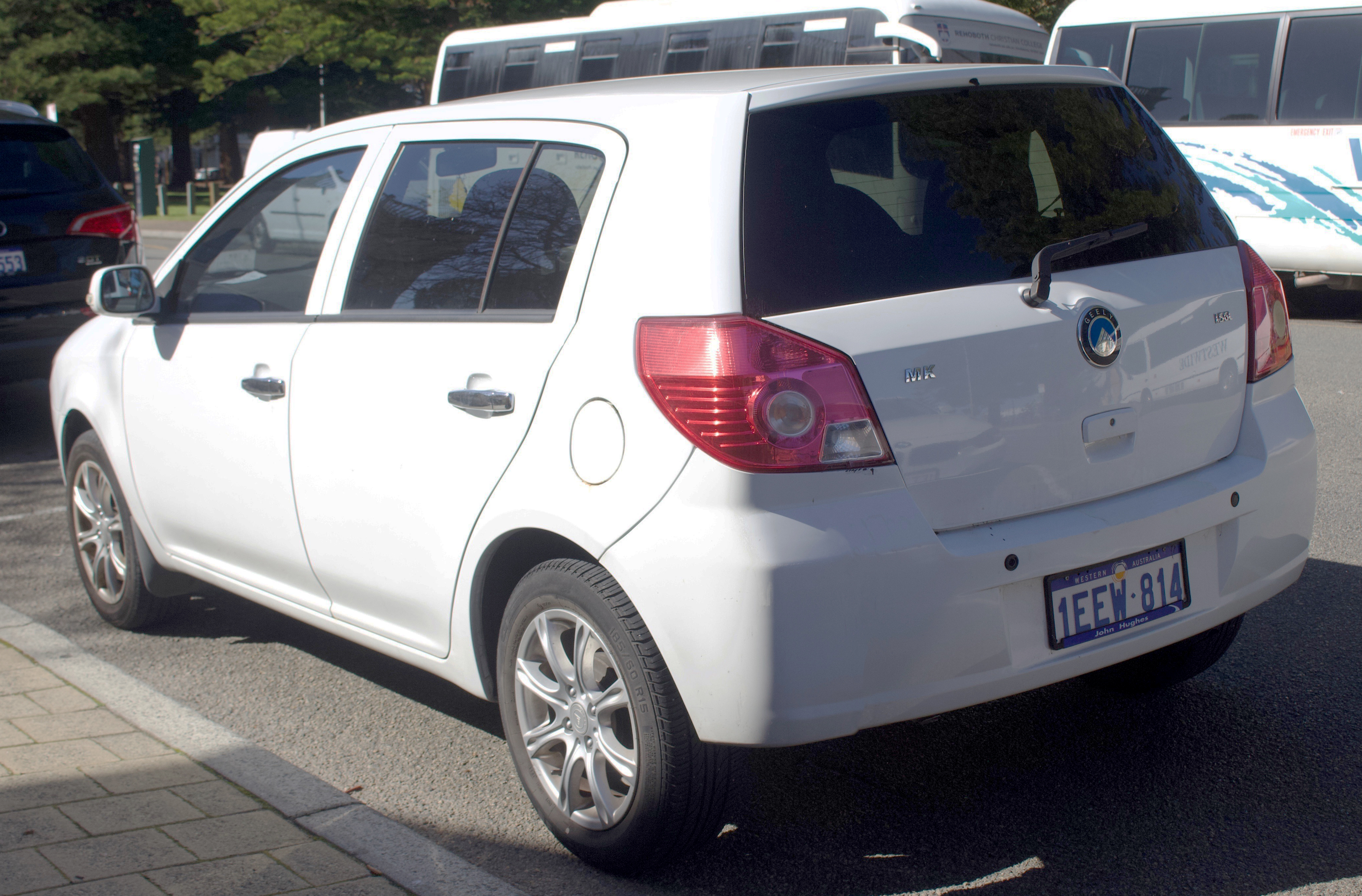
جیلی جینگانگ (ام‌کی) هاچ‌بک

## فیس‌لیفت ۲۰۱۶
آخرین فیس‌لیفت این خودرو در اواخر سال ۲۰۱۵ و برای مدل سال ۲۰۱۶ انجام شد. این فیس‌لیفت نمای جلو و عقب را تغییر داد و نام و برند به‌روز شده مدل را به سادگی به عنوان جیلی جینگانگ تحت نام تجاری جیلی مشخص کرد.

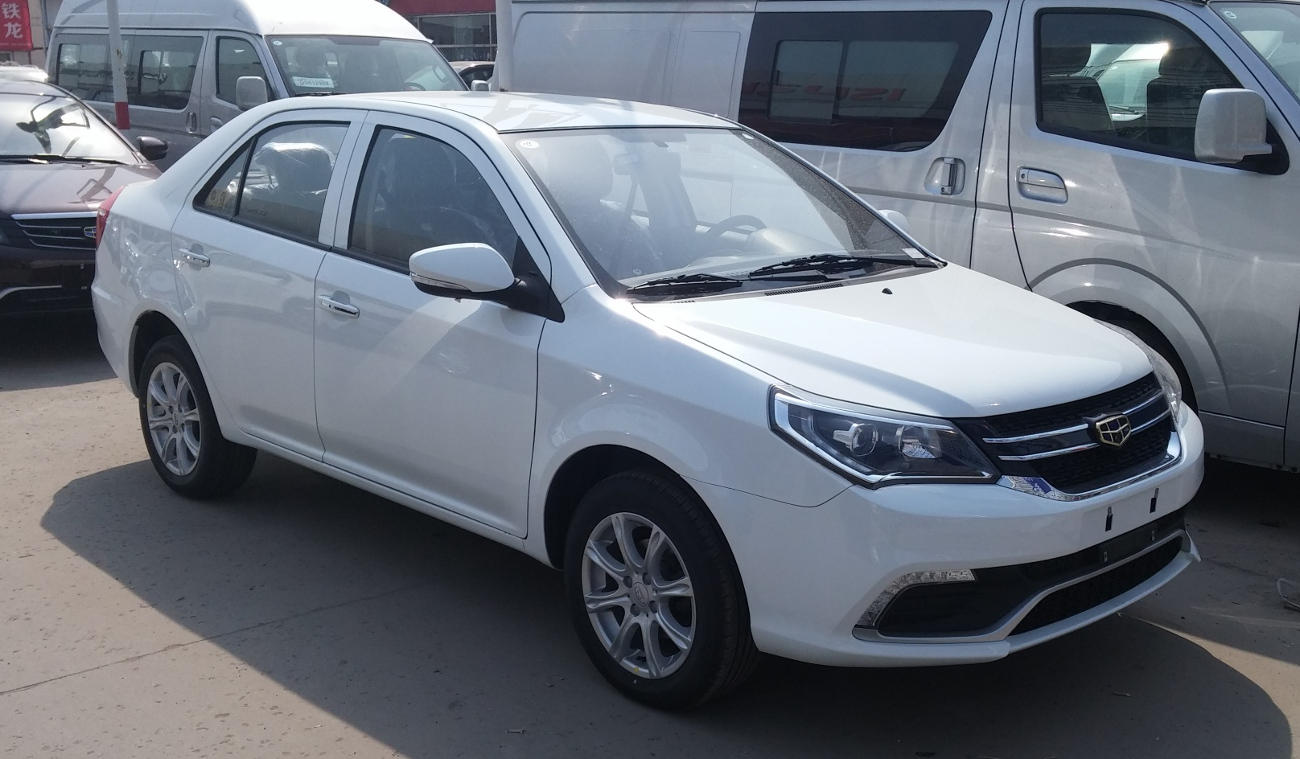
جیلی جینگانگ (ام‌کی) سدان فیس‌لیفت ۲۰۱۶
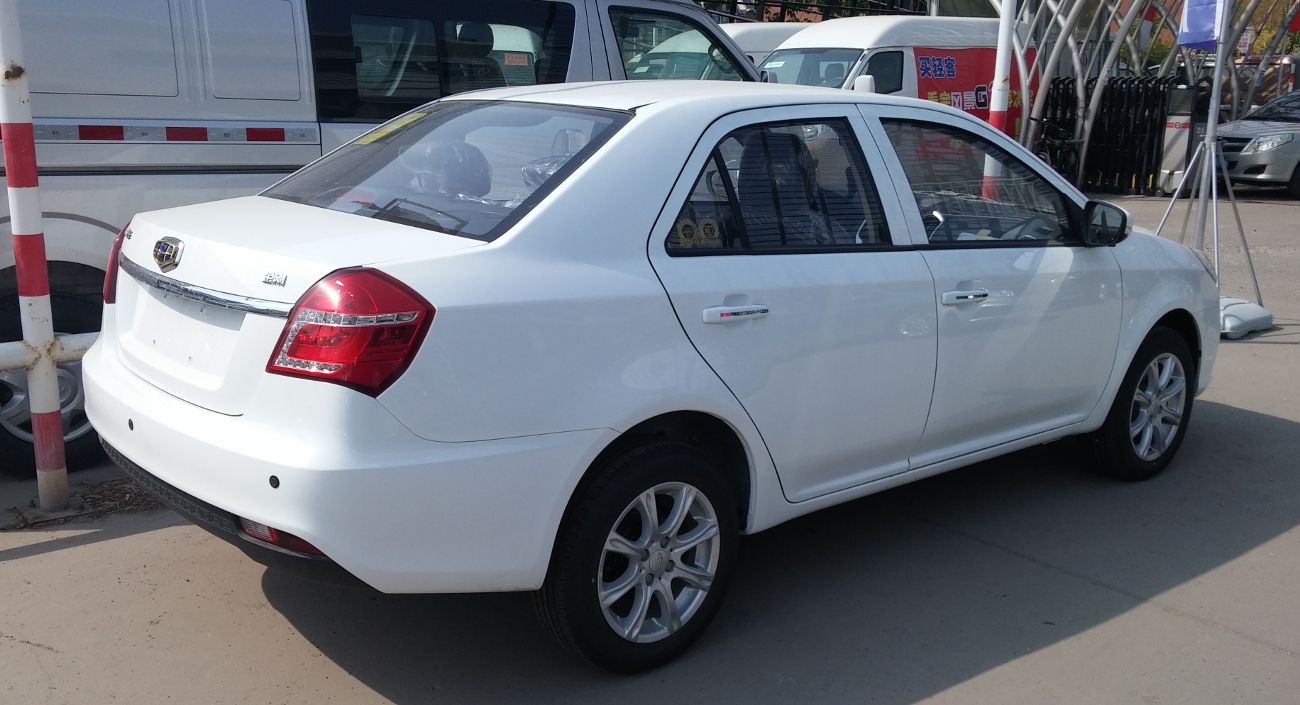
جیلی جینگانگ (ام‌کی) سدان فیس‌لیفت ۲۰۱۶

## جیلی انگلون اس‌سی۶
جیلی انگلون اس‌سی۶ مبتنی بر سدان جیلی ام‌کی، ابتدا به عنوان یک کانسپت در سال ۲۰۱۱ معرفی شد. نسخه تولیدی انگلون اس‌سی۶ در نمایشگاه خودرو پکن در آوریل ۲۰۱۲ به نمایش درآمد این خودرو با سه موتور شامل ۱٫۳ لیتری، ۱٫۵ لیتری و ۱٫۸ لیتری و همراه با گیربکس شش سرعته تیپ ترونیک در دسترس بود و قیمت آن نیز از ۵۳٫۸۰۰ یوان تا ۶۰٫۸۰۰ یوان متغیر بود.

### جیلی انگلون اس‌سی۶-آروی
جیلی انگلون اس‌سی۶-آروی به عنوان یک کانسپت در نمایشگاه خودرو پکن در سال ۲۰۱۰ معرفی شد و تولید آن در سال ۲۰۱۲ آغاز شد. انگلون اس‌سی۶-آروی بر اساس جیلی گلدن ایگل کراس (جین‌یینگ کراس) پس از فیس‌لیفت ساخته شده‌است که هر دو نسخه کراس‌اوور مدل هاچ‌بک جیلی ام‌کی هستند که به جیلی جین‌یینگ نیز معروف بودند.

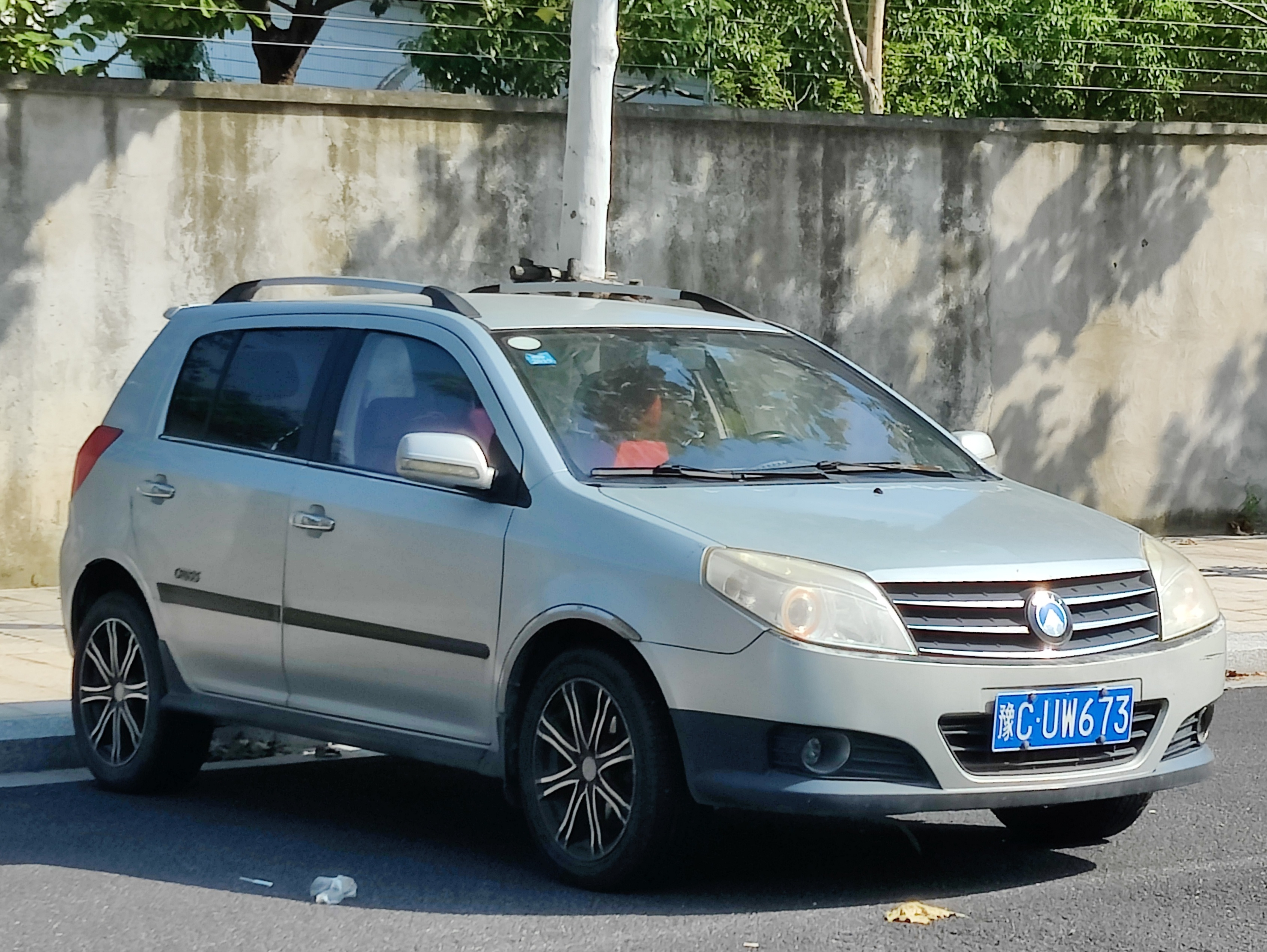
جیلی جین‌یینگ کراس
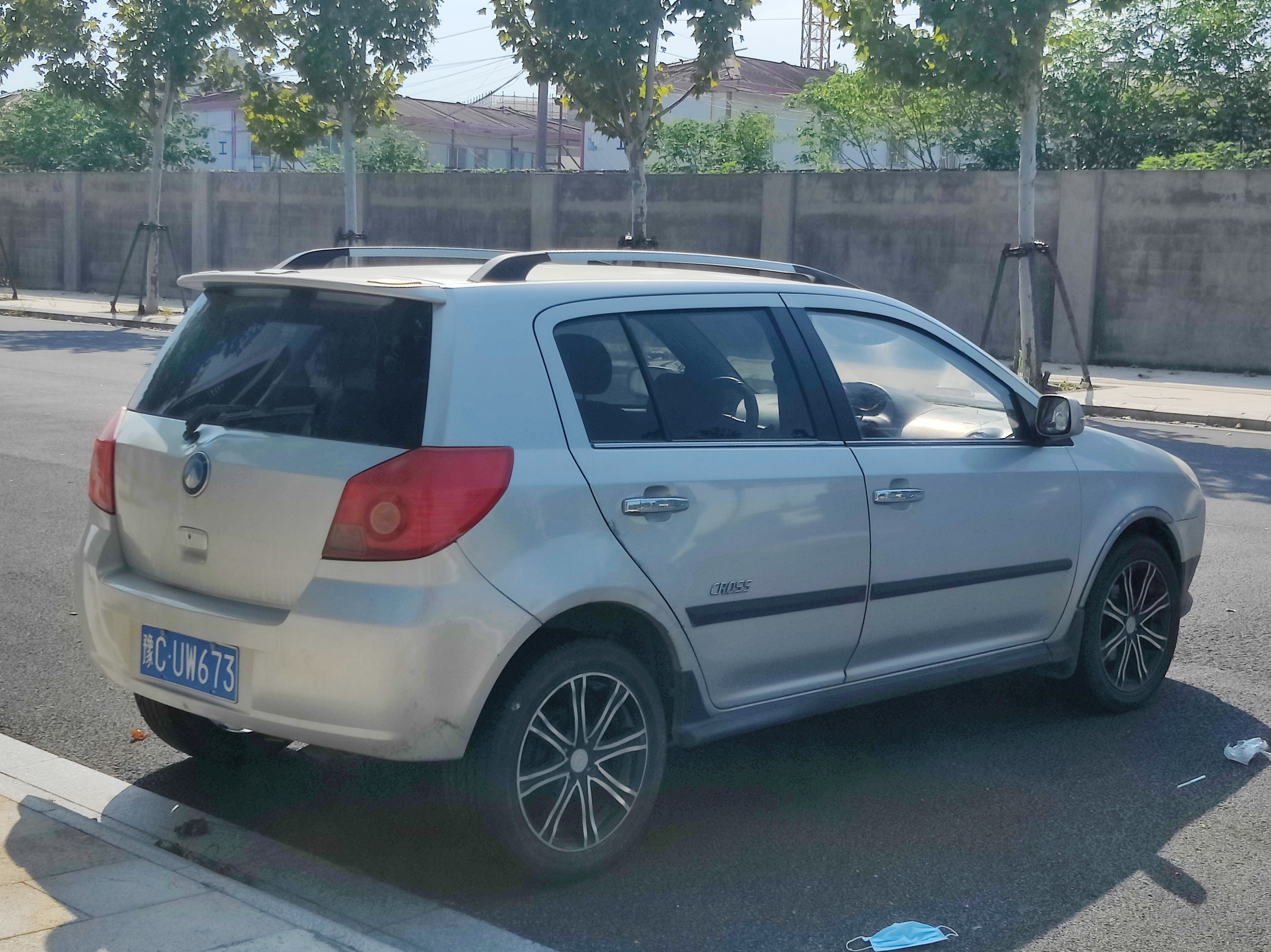
جیلی جین‌یینگ کراس
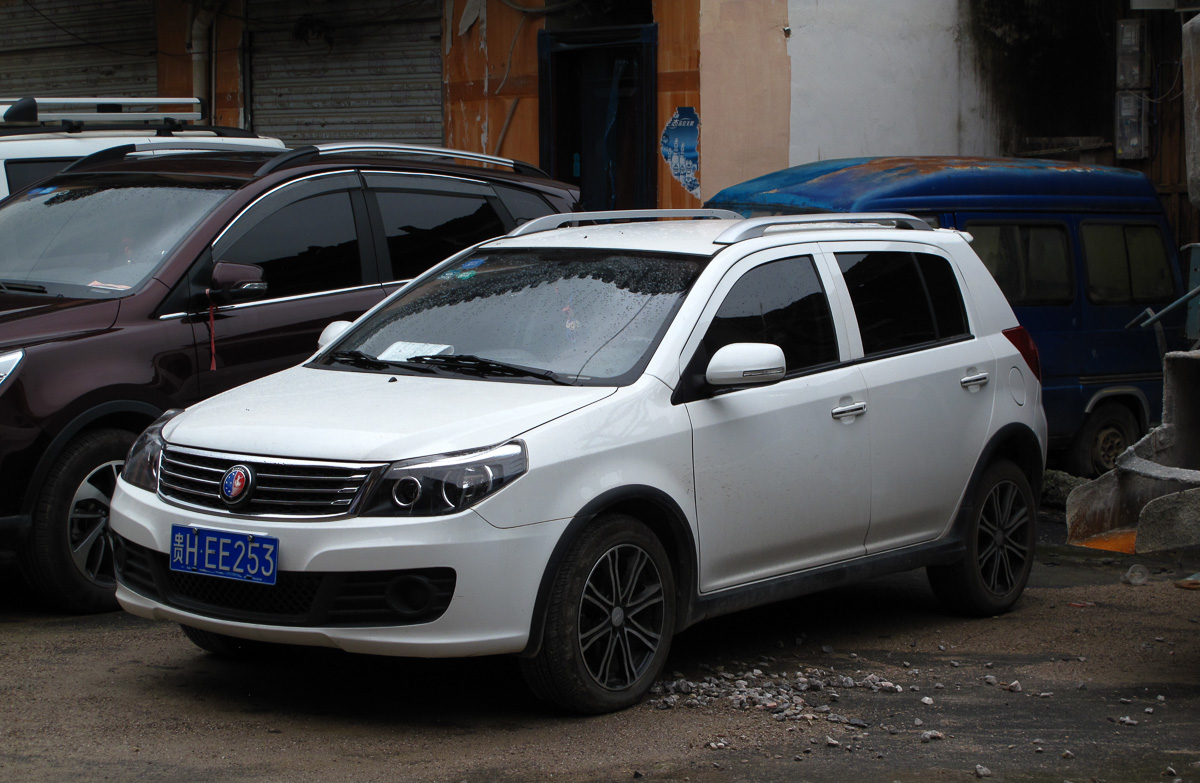
فیس‌لیفت جیلی جین‌یینگ کراس